# 李鳳鳴
李凤鸣，字罔甫，号阆瀛，福建安溪縣人，明朝政治人物，天啟乙丑進士。

## 生平
李凤鸣年幼聰明，萬曆四十六年（1618年）戊午科福建鄉試舉人，天啓五年（1625年），授乙丑科殿試進士三甲第三十八名。最初擔任松陵知縣，后升任戶部主事，掌管仓漕，后因星变言事得罪下獄，之後釋放。